# Mogano (legno)

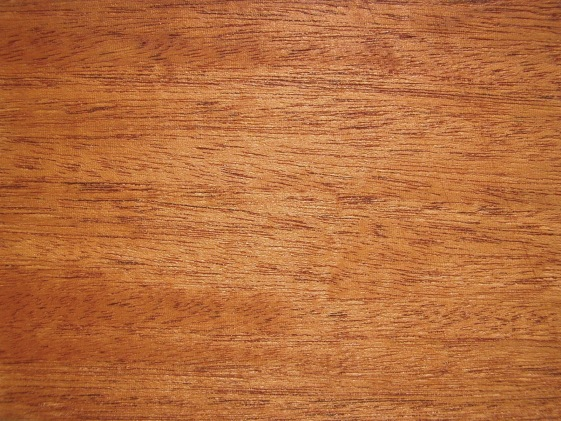
Mogano dell'Honduras

Per sineddoche, nel linguaggio comune con mogano si intende il legno derivato dall'omonimo albero che cresce esclusivamente in America, appartenente al genere Swietenia (da non confondere con i mogani africani o altri surrogati). Il mogano è uno tra i tipi di legni più resistenti in natura. 

## Mogano e principali varietà affini

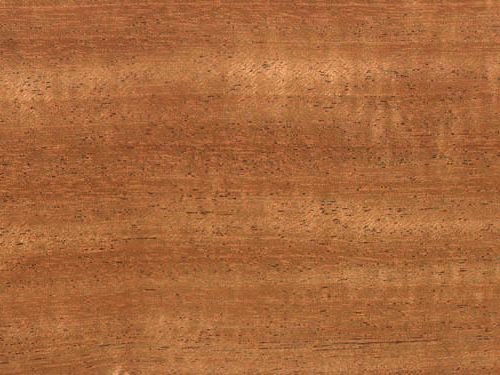
Mogano khaya

Nel commercio del legno si attribuisce spesso la dicitura mogano americano, ad indicare la provenienza e con essa l'autenticità. Esistono tre diverse specie: Swietenia mahagoni (mogano cubano), Swietenia macrophylla (mogano dell'Honduras) e Swietenia humilis (mogano messicano). Presentano una tessitura piuttosto stretta e regolare e fibre spesso intrecciate che formano un disegno striato sui tranciati di quarto. Il colore è bruno-rossiccio e si presta ad un'ottima finitura. A causa del taglio delle foreste di mogani, che continua ininterrottamente da almeno quattro secoli a questa parte, le scorte si sono impoverite e spesso si ricorre ad essenze africane, anch'esse appartenenti alla stessa famiglia (Meliaceae).
Del genere Khaya vengono utilizzati principalmente il K. anthotheca, il K. ivorensis, il K. senegalensis, noti spesso come mogano khaya o con un più generico termine mogano africano. Si tratta di buoni legnami, simili al mogano per molti aspetti, con un peso specifico inferiore.
Del genere Entandrophragma è molto utilizzato il mogano sapelli (E. cylindricum), un'essenza dal colore spesso più chiaro e rossiccio del vero mogano. Anche al tiama (E. angolense), al kosipo (E. candollei) e al sipo (E. utile) viene spesso aggiunto il suffisso "mogano" nonostante la somiglianza non sia sempre così marcata.
Tra le altre specie arboree spesso confuse con il mogano ce ne sono ancora alcune facenti parte del genere Toona, di provenienza asiatica.

## Usi
La buona lavorabilità e l'eccellente finitura fanno del mogano una scelta di classe per molti costruttori di mobili ed ebanisti. Viene usato poi per impiallacciature, falegnameria d'interni, tornitura e strumenti musicali. Le specie americane sono anche utilizzate nella costruzione di imbarcazioni.
In liuteria l'uso del mogano americano è consolidato da anni. Il caso per eccellenza è dato dalle chitarre Gibson Les Paul che usano questo legno fin dalle origini, ma anche altri produttori come Paul Reed Smith. Questo legname conferisce al suono un timbro particolarmente caldo, corposo, bilanciato e ricco di sostegno. A fasi alterne negli anni il mogano è stato impiegato nella produzione di fusti di tamburi: a partire dagli anni 60 la Ludwig produsse le parti per la batteria, usata anche dai Beatles. Il suono che trasmette questo legno è simile all'acero, ma con una presenza di bassi maggiore di circa il 20% e una attenuazione degli acuti. Attualmente alcuni marchi usano il mogano per i fusti di punta della gamma. Timbri simili sono stati raggiunti nella metà degli anni 70 da fabbriche come la Premier usando legnami del genere Khaya, ma a causa del prezzo si preferisce utilizzare l'acero o la betulla.
Nelle chitarre classiche ed acustiche possono venir usate, a seconda dei modelli, essenze di Swietenia, di Khaya o l'Entandrophragma cylindricum per manici, fondi e fasce.